# 让桑环形山
让桑环形山（英語：Janssen）是一個位于月球正面靠近东南边沿高地区的一座巨大的古撞击坑，约形成于45.5-39.2亿年前的前酒海纪，其名称取自十九世纪法国天文学家皮埃尔·朱尔·塞萨尔·让桑(1824年-1907年)，1935年被国际天文学联合会批准接受。
让桑环形山产生于酒海盆地形成时喷发的溅射物，它们被称为「让桑构造」，在环形山的西北部，这些溅射物清晰可见，是一处典型的构造区。

## 描述

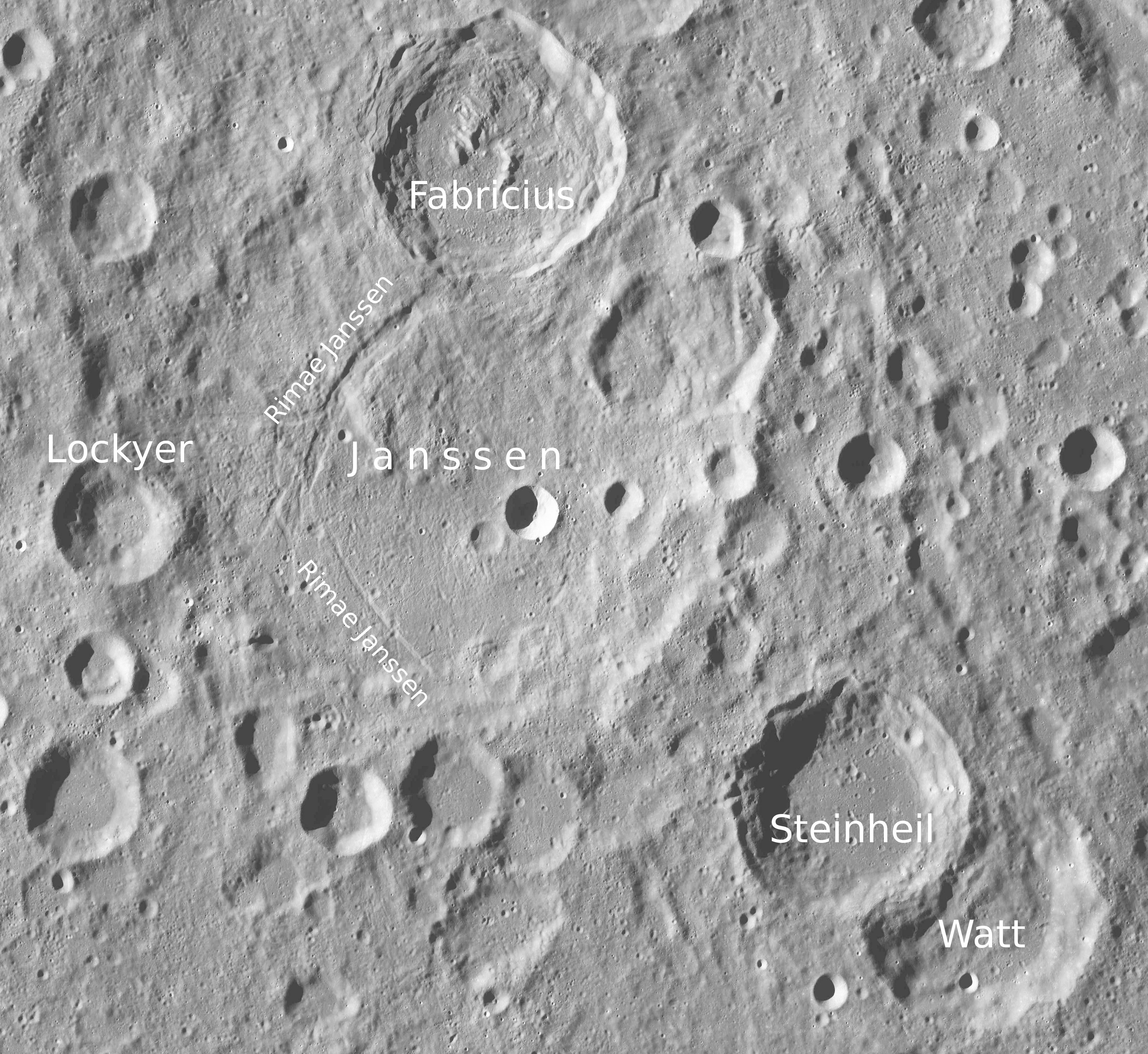
让桑环形山的周边， 月球勘测轨道飞行器拍摄。

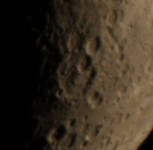
地球上看到的位于月球昼夜线附近的让桑环形山(图中)

该陨坑最靠近的是横跨在它西南边缘上的洛克伊尔陨石坑，西北则毗邻尼科莱陨石坑、北面与严重磨损的勃伦纳环形山相接壤、坑底东北坐落了法布里休斯环形山并与梅修斯环形山相连接、而扬环形山和施泰因海尔环形山则分别位于它的东北和东南方，让桑环形山的东侧矗立着马利特环形山、南面和西南分别横亘着佛拉哥环形山和皮蒂斯楚斯环形山，往东北120公里，延伸着修长笔直的里伊塔月谷。该陨坑中心月面坐标为44°58′S 40°49′E / 44.96°S 40.82°E，直径200公里，深度2.74公里。
让桑环形山的整体结构已严重损毁，陨坑内外遍布了众多更小的撞击坑。其外侧壁有多处已被打破，但边缘轮廓仍然可见，北侧因酒海盆地溅射物的覆盖而稍微模糊。环形山的坑壁在崎岖的月表上形成了一种独特的顶点处略弯曲的六边形外观。坑壁高出周边地形约2000米。坑内底表较为崎岖，显示分布有各种大小不同的撞击坑，其中最大的是位于东北的法布里休斯环形山；而在占南部三分之二的地面上可看出有一座大型同环的无名坑残迹，其坑壁可能已被法布里休斯环形山覆盖。坑底西南则分布了一组被称为"让桑月溪"的沟系，也是最罕见的非月海月溪。该月溪从法布里休斯环形山西南边缘呈弧状弯曲延伸至让桑环形山的东南外壁，全长达到140公里。坑底中心点偏南坐落了一座中央丘，让桑月溪的一条分支从它的西侧切过。
让桑环形山被月球及行星观测者协会(ALPO)列入《内侧壁坡带有暗黑辐射纹的撞击坑列表》。

## 卫星陨石坑
按惯例，最靠近让桑环形山的卫星坑将在月图上以字母标注在它的中心点旁边
| 让桑 | 月面坐标                          | 直径, 公里 |
| ---- | --------------------------------- | ---------- |
| B    | 43°10′S 34°22′E / 43.17°S 34.37°E | 21         |
| C    | 42°53′S 34°55′E / 42.89°S 34.91°E | 7          |
| D    | 48°39′S 41°13′E / 48.65°S 41.22°E | 29         |
| E    | 48°49′S 39°46′E / 48.82°S 39.77°E | 24         |
| F    | 49°49′S 41°55′E / 49.82°S 41.92°E | 35         |
| H    | 46°26′S 41°43′E / 46.43°S 41.71°E | 10         |
| J    | 43°26′S 36°35′E / 43.44°S 36.58°E | 27         |
| K    | 46°11′S 42°19′E / 46.19°S 42.31°E | 15         |
| L    | 46°05′S 43°35′E / 46.09°S 43.58°E | 12         |
| M    | 41°54′S 35°26′E / 41.90°S 35.44°E | 16         |
| N    | 41°26′S 32°07′E / 41.43°S 32.12°E | 5          |
| P    | 45°30′S 39°46′E / 45.50°S 39.76°E | 4          |
| Q    | 46°21′S 39°22′E / 46.35°S 39.36°E | 5          |
| R    | 48°17′S 38°42′E / 48.28°S 38.70°E | 23         |
| S    | 50°25′S 41°50′E / 50.42°S 41.83°E | 7          |
| T    | 48°53′S 42°19′E / 48.88°S 42.31°E | 29         |
| X    | 42°56′S 33°16′E / 42.93°S 33.27°E | 24         |

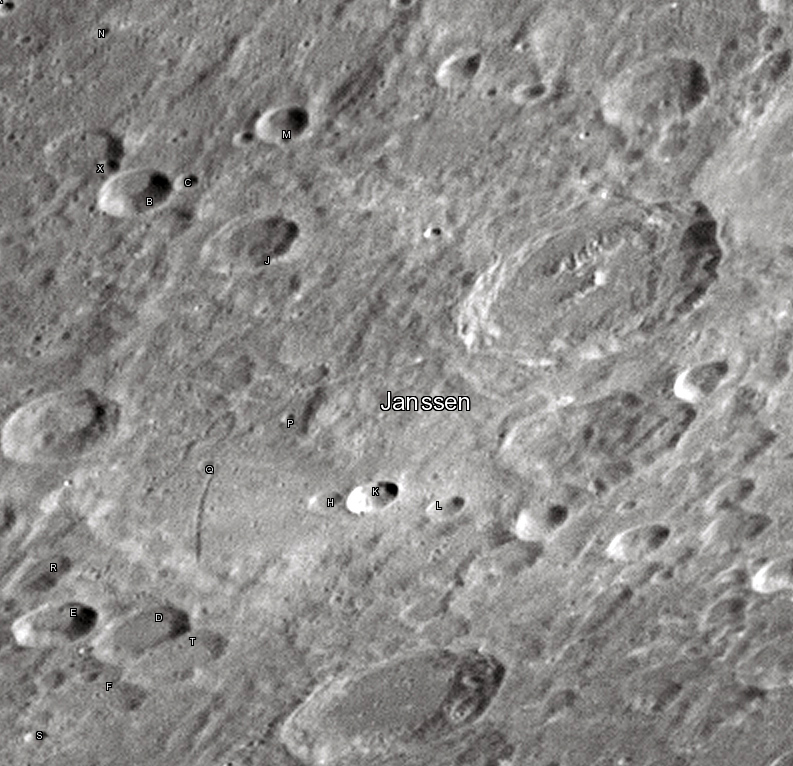
戴维·坎贝尔图片

- 卫星坑"让桑 H"和"让桑 K"已被月球和行星观测协会(ALPO)列入《带有明亮射纹系统的撞击坑列表》[6]；
- 由于地质年龄较短，且大部分表面凹凸不平并布满碎岩，卫星坑"让桑 K"的雷达反射亮度值达到70厘米。

## 另请参阅
- Wood, Chuck. . Lunar Photo of the Day. October 1, 2007  [2007-10-01]. （原始内容存档于2007-10-27）.

- Andersson, L. E.; Whitaker, E. A.  (PDF). NASA RP-1097. 1982  [2015-08-01]. （原始内容 (PDF)存档于2014-10-06）.
- Blue, Jennifer. . USGS. July 25, 2007  [2015-02-07]. （原始内容存档于2014-12-25）.
- Bussey, B.; Spudis, P. . New York: Cambridge University Press. 2004. ISBN 978-0-521-81528-4.
- Cocks, Elijah E.; Cocks, Josiah C. . Tudor Publishers. 1995. ISBN 978-0-936389-27-1.
- McDowell, Jonathan. . Jonathan's Space Report. July 15, 2007  [2007-10-24]. （原始内容存档于2015-01-12）.
- Menzel, D. H.; Minnaert, M.; Levin, B.; Dollfus, A.; Bell, B. . Space Science Reviews. 1971, 12 (2): 136–186. Bibcode:1971SSRv...12..136M. doi:10.1007/BF00171763.
- Moore, Patrick. . Sterling Publishing Co. 2001. ISBN 978-0-304-35469-6.
- Price, Fred W. . Cambridge University Press. 1988. ISBN 978-0-521-33500-3.
- Rükl, Antonín. . Kalmbach Books. 1990. ISBN 978-0-913135-17-4.
- Webb, Rev. T. W.  6th revised. Dover. 1962. ISBN 978-0-486-20917-3.
- Whitaker, Ewen A. . Cambridge University Press. 2003. ISBN 978-0-521-54414-6.
- Wlasuk, Peter T. . Springer Science & Business Media. 2000. ISBN 978-1-852-33193-1.